# Raumbusch
Der Raumbusch ist ein ca. 1,8 km langes und 0,3 bis 0,8 km breites Waldstück nördlich Ebersbach. Es erstreckt sich von den Ebersbacher Buschmühlhäusern bis zur Flurgrenze von Kottmarsdorf und gehörte zusammen mit der Klunst zur ehemaligen Rittergutsflur. Durch eine Hangmulde von der Klunst getrennt, erhebt sich direkt oberhalb der Wohnhäuser an der Thälmannstraße der ca. 390 m hohe Gutberg.
Die Grenze des Raumbusches stellen das Bleichewasser und ein rechter Zufluss dar. Deren geringe Wassermenge wird in mehreren Teichen gestaut, so im Alten Teich und im Neuen Teich. Das Grundwasser des gesamten Gebietes dient seit 1912 der Stadt Ebersbach als Trinkwasser und ist heute ein Trinkwasserschutzgebiet.
Neben dem Lausitzer Granodiorit haben vor allem lehmige Grundmoräne und sandig-kiesige Schmelzwasserablagerungen aus dem Pleistozän Anteil am geologischen Aufbau des Geländes. Dichtes Laubgehölz und Schutt verbergen die früheren Abbauwände des kleinen Steinbruches am Gutberg heute fast völlig, so dass die beinahe waagerechten Hornblendebasalt-Säulen kaum mehr zu sehen sind. Wie am nahegelegenen Wacheberg bei Oberfriedersdorf und am Bubenik bei Großdehsa hat das basaltische Magma bei seinem Durchbruch zur Erdoberfläche zahlreiche, bis 2,5 m mächtige Einschlüsse aus dem durchbrochenen Granodiorit aufgenommen.
Auf den verschiedenen Standorten kommen vorwiegend Fichtenreinbestände vor, ähnlich wie in den benachbarten Forsten, die durch Nadelmischwälder aus Fichte, Kiefer und Lärche ersetzt werden. Vom ursprünglichen Stieleichen-Birkenwald im Raumbusch finden sich nur noch Reste.

## Etymologie
Der Name des Raumbusches geht auf einen Rittergutsbesitz zurück, der durch Auskaufen zweier Bauerngüter 1563 entstanden war. 